# دانتي دي مونتي
دانتي دي مونتي هو سياسي كندي، ولد في 6 مايو 1926 في تورونتو في كندا، وتوفي بنفس المكان في 23 أكتوبر 2009. حزبياً، نشط في الحزب الليبرالي في أونتاريو ‏. وقد انتخب عضو برلمان مقاطعة أونتاريو.